# Chã de Alvares
Chã de Alvares é uma aldeia portuguesa da Freguesia de Alvares do Município de Góis, Portugal. Tem como Santa Padroeira Santa Margarida. Conhecida pela simpatia e animação dos seus habitantes e descendentes destes, fazendo sempre a festa onde passem, a Chã de Alvares é igualmente distinguida por acolher muito bem os seus visitantes. Para o caso de se querer pernoitar na aldeia, existe uma excelente estalagem de turismo rural à disposição do viajante.

## Chã de Alvares e a Capela de Santa Margarida
A Chã de alvares é uma aldeia composta por vários aglomerados: Casal de Santa Margarida,
Casal de Diogo Vaz, Casalinho, Tulhas, Rebolo, Covão, Cerejeirinhas, Casal de Cima, Casal de Baixo e Carrasqueira.
Pertence à freguesia de Alvares, concelho de Góis. Dista da sede de freguesia cerca de 3 km.
É uma das terras mais populosas da freguesia de Alvares: em 1937 tinha cerca de 600
habitantes e 180 crianças em idade escolar. Em 2001 a população era de 127 residentes permanentes, havendo 6 menores de 18 anos.
Os registos de nascimentos mais antigos de que temos conhecimento são os dos irmão Padre
Rafael Barata de Carvalho, em 1707 e Maria Inês Josefa Barata de Lima a 13 de Setembro de
1715 no Casal de Santa Margarida, filhos de Manuel Barata nascido em 1662 em Carvalho e de
Ana Maria Lima, nascida no referido Casal.
Antes da atual capela existia uma outra, construída pelo século XV, pois a antiga imagem da padroeira, Santa Margarida, é dessa época. Uma bela imagem em pedra policromada e que presentemente está em lugar de destaque no museu de arte sacra em
Alvares.
Sabemos que em 1888 esta capela estava em ruínas e foi mandada reconstruir por dois ilustres chãsenses, os Srs. José Manuel Lopes Fróis e Francisco Rebelo da Mota Arnault.
Feita a reconstrução, o Sr. Bispo D. Manuel Correia Bastos Pina deu licença ao pároco de
Alvares, Padre Joaquim José da Veiga para fazer a bênção em 12 de agosto de 1888.
A missa dominical começou a ser celebrada pelo então pároco, Sr. Padre Carlos Borges das
Neves, pelo Natal de 1951. Até essa data os cristãos de Chã de Alvares iam à igreja paroquial.
O Sr. Padre Carlos, começou então uma campanha de mentalização, não apenas nas missas dominicais, mas também no "Comarca de Arganil", para a construção da nova capela, devido ao facto de provavelmente poucas ou nenhumas reparações ter sofrido desde a sua reconstrução e ao estado lastimoso e pouco digno em que se encontrava.
Em 6 de janeiro de 1960 foi realizada a primeira reunião da comissão executiva para a construção da nova capela, composta pelo pároco Padre Virgílio Francisco Gomes, Padre Amílcar Pedro Aleixo, Álvaro Cortez Rebelo, Francisco Rebelo Arnault, António Maria Alves Ferreira,
Adelino Antão, Fernando Alves Roda, Manuel Barata Hipólito e Aristides Lopes.
A Compra do terreno foi efetuada em 8 de fevereiro de 1960, o projeto ficou pronto em 2 de maio de 1960 e a bênção da primeira pedra foi feita em 5 de junho de 1961 pelo pároco, Padre Virgílio.
O Sr. António Maria Alves Ferreira foi o construtor da capela que seria solenemente inaugurada e benzida em 26 de agosto de 1962 pelo Sr. Bispo Auxiliar de Coimbra, D. Manuel de Jesus
Pereira.
A nova capela tem 24 metros de comprimento, 10 de largura e 7 de altura. A torre sineira tinha 20 metros de altura, agora tem um pouco mais porque foi subida em 1983. O custo da obra ficou em 202.981$20.
Até ao presente a capela tem sido alvo de várias obras de conservação e beneficiação de que destaca:
-Instalação do relógio mecânico e dos dois sinos em 25 de junho de 1968, eletrificação e instalação de aparelhagem sonora em 25 de maio de 1974, obras de conservação em 1983 e 1993, compra do terreno e execução do adro em 1996, reconstrução do telhado, arranjo do chão, colocação de azulejos e pinturas em 1998 e 1999, compra de nova aparelhagem sonora e relógio computadorizado em 2001.